# Монгольська демократична революція
Демократична революція (монг. Ардчилсан хувьсгал) в Монгольській народній республіці в 1990 році почалася з ряду мітингів і демонстрацій в Улан-Баторі і закінчилася відставкою уряду МНРП, введенням багатопартійних виборів і прийняттям нової конституції. Революція носила виключно мирний характер.

## Передумови
МНРП домоглася влади в країні в 1921 році в ході Народної революції. Протягом наступних десятиліть політична практика і економіка Монголії залишалася найтіснішим чином пов'язана з СРСР і РЕВ . Після відставки в 1984 році з посади генсека ЦК МНРП Ю. Цеденбала і призначення Ж. Батмунха почалися економічні реформи, що проводилися за зразком радянських .

## Хід подій

### Громадські виступи
Перші публічні виступи почалися 10 грудня 1989 року в Улан-Баторі навпроти Палацу молоді, коли Цахіагійн Елбегдорж оголосив про створення Монгольського демократичного союзу . Демонстранти закликали уряд країни піти за СРСР в політиці гласності та перебудови, ввести багатопартійні вибори . Демократів очолювали Санжаасуренгійн Зоріг, Ерденійн Бат-Уул, Бат-Ерденійн Батбаяр і Цахіагійн Елбегдорж. До 14 січня 1990 року маніфестанти, число яких з 200 чоловік на початку виступів збільшилася до тисячі, провели демонстрацію біля улан-баторского Музею Леніна; потім, 21 січня — на площі Сухе-Батора . Протягом декількох місяців аж до березня активісти продовжували організовувати демонстрації, голодування, страйки вчителів, студентів і робітників . Підтримка їх ідей росла як в столиці, так і серед сільського населення .

### Реформи
7 березня на площі Сухе-Батора було організовано багатотисячне голодування. Політбюро МНРП пішло на переговори з лідерами демократичного руху . 9 березня прем'єр-міністр Ж. Батмунх розпустив Політбюро і пішов у відставку, після чого в Монголії були оголошені перші багатопартійні вибори, призначені на липень . Демонстрації пройшли також в таких промислових центрах країни, як Ерденет, Дархан і Мурен .
За результатами виборів МНРП зберегла більшість у парламенті. Найбільшу підтримку МНРП надали сільськогосподарські райони країни. Партія зайняла 357 місць в Великому хуралі і 31 (з 51) в Малому .
Проте, демократичні реформи були продовжені; 12 лютого 1992 року була прийнята нова конституція, яка закріпила перехід Монголії до принципів вільного ринку. Економічні реформи, що збіглися з припиненням радянських інвестицій в країну, проводилися в найтяжких умовах масового закриття підприємств і інфляції .
Першим монгольським президентом не від МНРП в ході виборів 1993 року став П. Очірбат, який балотувався на другий термін від опозиції, а не від МНРП, яка висунула іншого кандидата.